# Ulrich Deuschle
Ulrich Deuschle (* 16. April 1952 in Notzingen) ist ein deutscher Politiker (seit 2023 AfD, zuvor REP). Er war von 1992 bis 2001 Mitglied des Landtags von Baden-Württemberg.

## Leben
Sein Abitur absolvierte er in Kirchheim unter Teck. Anschließend studierte er Wirtschaftswissenschaften, Geschichte und Politikwissenschaft in Stuttgart und Tübingen, Abschluss als Diplomvolkswirt im Herbst 1978. Ab April 1980 war er bei der Mercedes-Benz AG im kaufmännischen Bereich tätig, seit Juni 1992 war er freigestellt worden.
Deuschle ist verheiratet und hat zwei Kinder.

## Politik
Seit 1989 sitzt Deuschle im Kreistag des Landkreises Esslingen. Deuschle war Vorsitzender der Republikaner Baden-Württemberg, Bezirksvorstand in Nordwürttemberg und Kreisvorsitzender der Republikaner im Kreis Esslingen. Von 1994 bis 2019 war er Vorsitzender der REP-Fraktion in der Regionalversammlung des Verbands Region Stuttgart. Von 1992 bis 2001 war er über ein Zweitmandat im Wahlkreis Kirchheim Mitglied des Landtags von Baden-Württemberg und stellvertretender Vorsitzender der Fraktion der Republikaner. Des Weiteren war er Vorsitzender des Ausschusses für Wissenschaft, Forschung und Kunst. Bei der Bundestagswahl 2005 kandidierte er als Spitzenkandidat seiner Partei in Baden-Württemberg. Bei der Landtagswahl in Baden-Württemberg 2016 kandidierte er ebenfalls als Spitzenkandidat. Im Juni 2023 wechselte er zur AfD.